# 瓦莱达奥斯塔大区委员会
瓦莱达奥斯塔大区委员会（法語：Conseil de la Vallée）是意大利瓦莱达奥斯塔大区的立法机关，成立于1945年12月29日，设于奥斯塔。委员会实行一院制。有35名委员，由直接选举产生。每届委员会任期5年。现任主席是Alberto Bertin。